# Llei de Weber-Fechner

Una il·lustració de la llei Weber-Fechner. A cada costat, el quadrat inferior conté 10 punts més que el superior. Tanmateix, la percepció és diferent: al costat esquerre, la diferència entre el quadrat superior i inferior és clarament visible. Al costat dret, els dos quadrats tenen el mateix aspecte.

La llei de Weber-Fechner estableix una relació quantitativa entre la magnitud d'un estímul físic i com aquest es percep. La va proposar en primer lloc el psicòleg i anatomista alemany Ernst Heinrich Weber (1795-1878), i la va elaborar fins a la seva forma actual el físic, matemàtic i psicòleg alemany Gustav Theodor Fechner (1801-1887). Ernst Heinrich Weber va establir la seva  llei de la sensació  (o  Llei de Weber ) en la qual formulava la relació matemàtica que existia entre la intensitat d'un estímul i la sensació produïda per aquest. Aquests i altres descobriments van portar a la convicció que era possible explicar mitjançant principis fisicoquímics tots els actes humans, el que va permetre considerar la psicologia i, més particularment, a la psicofísica com a possibles ciències.

## Formulació de la llei
La llei estableix que:  el menor canvi discernible en la magnitud d'un estímul és proporcional a la magnitud de l'estímul . És fàcil d'entendre amb un exemple: si sostenim a les nostres mans una massa de 100 grams, potser no ho puguem distingir d'una altra de 105 grams, però sí d'una de 110 grams. En aquest cas, el llindar per destriar el canvi de massa és de 10 grams. Però en el cas de sostenir una massa de 1000 grams, 10 grams no seran suficients perquè notem la diferència, en ser el llindar proporcional a la magnitud de l'estímul. En aquest cas, ens caldrà afegir 100 grams per notar la diferència.

### Cas del pes
Establerta la llei matemàticament, té aquest aspecte:
{\displaystyle dp=k{\frac {dS}{S}}}
On 'dp' correspon al canvi percebut en l'estímul, 'dS' correspon al canvi de magnitud de l'estímul i S correspon a la magnitud de l'estímul. Integrant l'equació anterior, tenim:
{\displaystyle P=k\ln {S}+C}
On {\displaystyle C} és la constant d'integració, i  ln  és el logaritme natural. Per determinar el valor de {\displaystyle C}, s'assigna a {\displaystyle p=0}, és a dir no hi ha percepció, i llavors:
{\displaystyle C=-k\ln {S_{0}}}
On {\displaystyle S_{0}} és el nivell d'estímul per sota del qual no es percep sensació. Per tant, l'equació resulta:
{\displaystyle P=k\ln {\frac {S}{S_{0}}}.}
La relació entre l'estímul i la percepció correspon a una escala logarítmica. Aquesta relació logarítmica ens fa comprendre que si un estímul creix com una progressió geomètrica (és a dir multiplicada per un factor constant), la percepció evolucionarà com una progressió aritmètica (és a dir amb quantitats afegides).